# Oasi naturale del Monte Polveracchio
L'Oasi naturale del Monte Polveracchio è un'oasi della Campania istituita nel 1988.

## Territorio

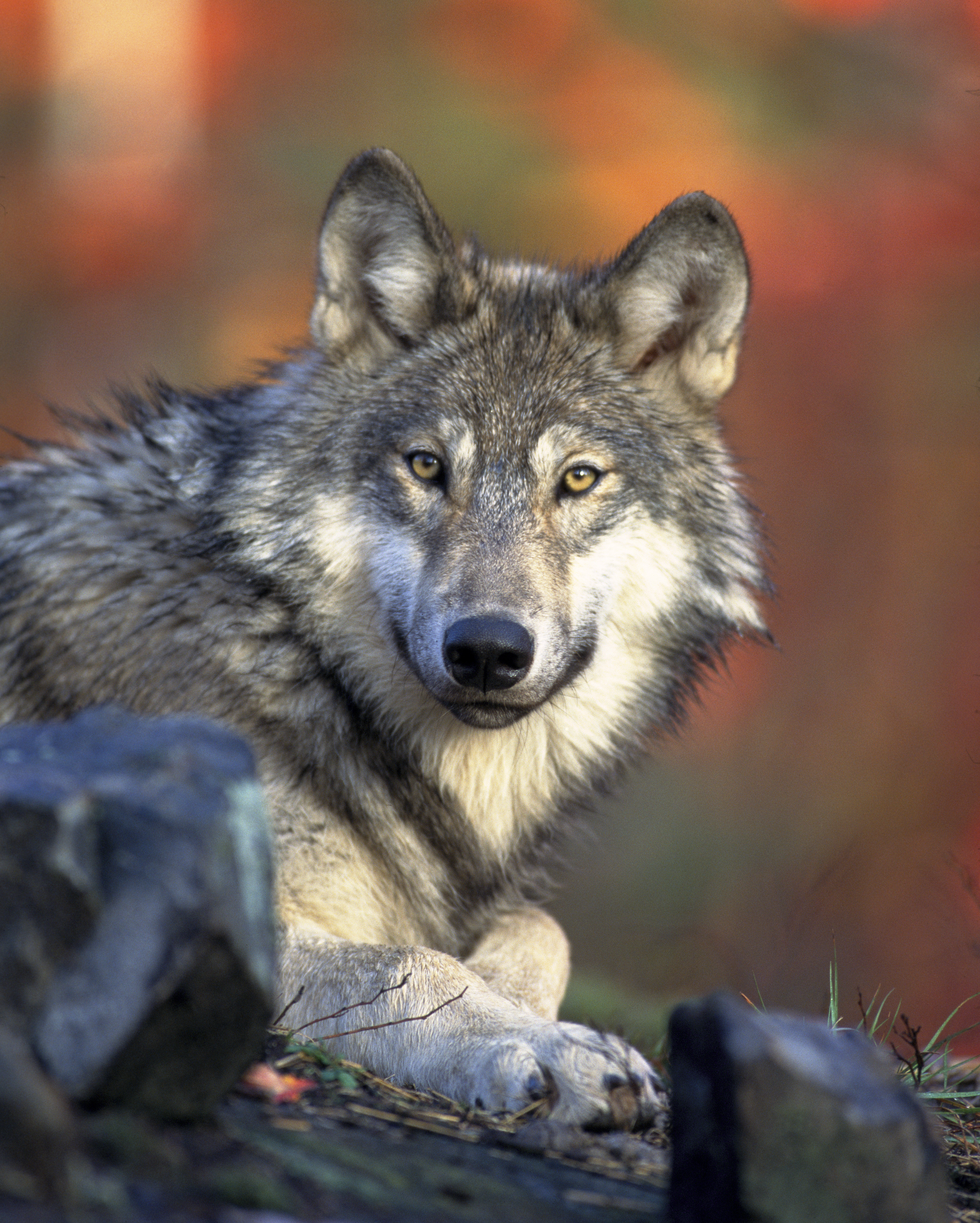
Il lupo, simbolo dell'oasi.

Si estende su un'area montuosa comprendente le sorgenti del fiume Tenza. Dispone di un centro visite, di aree attrezzate per la sosta e percorsi natura. Dell'oasi fa amministrativamente parte anche la Valle della Caccia, situata nel comune di Senerchia.
Fa parte del parco regionale Monti Picentini.

## Flora
L'albero ad alto fusto maggiormente presente è il faggio (Fagus sylvatica) di cui si annoverano esemplari di notevoli dimensioni. Sono presenti inoltre aceri (Acer opalus neapolitanum, Acer pseudoplatanus) e castagni (Castanea sativa).
Nelle radure fioriscono crochi, viole e ranuncoli.

## Fauna
Principale specie dell'oasi è il lupo (Canis lupus italicus), simbolo dell'oasi. Sono presenti inoltre il gatto selvatico (Felis silvestris), la salamandra pezzata (Salamandra salamandra) e il tritone italico (Triturus italicus). Fra i volatili è da menzionare la coturnice (Alectoris graeca orlandoi).

## Accesso
L'accesso all'oasi è al km 15 della strada provinciale 31 "Campagna-Acerno", in località Malepasso, a Campagna.

## Galleria d'immagini
|  |  |  |

|  |  |  |